# 6,5 × 47 mm Lapua
Il calibro 6,5 × 47 mm Lapua è un calibro relativamente nuovo, nato dalla collaborazione tra la finno-norvegese Nammo Lapua e l'azienda svizzera Grunig&Elmiger per gareggiare nelle competizioni CISM (Conseil International du Sport Militaire).

## Storia
Gli obiettivi prefissati per il calibro 6,5 × 47 mm Lapua, raggiunti con successo, erano di migliorare il .308 Winchester ed il 6 mm BR Norma nelle seguenti aree:
- precisione;
- resistenza al vento;
- tensione di traiettoria;
- usura della canna;
- minor rinculo (rispetto al .308 Winchester)

Quest'ultimo punto è stato inteso non tanto per una questione di sopportazione del rinculo stesso (sopportabile anche nel .308 Winchester), quanto per minimizzare la possibile variazione di impatto dovuto ad un'imbracciatura non perfettamente corretta. Se questa è una situazione possibile e determinante per il tiratore sportivo-agonista, ancora di più lo è per il tiratore scelto che impiega l'arma.
I risultati agonistici  dimostrano che il 6,5 × 47 mm Lapua ha soddisfatto le aspettative rispettando le premesse alla base della sua realizzazione.
Le particolari caratteristiche di questo nuovo calibro  nell'ambito law enforcement e in caso di tiri “sniper” di alta precisione  sino a 800 metri ed oltre offrono un notevole vantaggio tattico rispetto al .308 Winchester.
Il risultato è stato ottenuto con un adeguato calcolo dimensionale e geometrico del bossolo, accorciato nella lunghezza totale (OAL) in modo che possa comunque essere alloggiato nei caricatori di lunghezza standard (308 Winchester), a cui, però, è stato aumentato l'angolo di spalla, in modo da ottimizzare la combustione della polvere.
La resistenza al vento e la tensione di traiettoria sono garantite invece dall'elevatissimo coefficiente balistico, tipico delle ogive diametro 6,5 mm.

## Confronto diretto tabelle 308 Winchester Vs 6.5X47 Lapua
Per rendere più chiare le differenze, di seguito verranno messi a diretto paragone i dati di velocità, di energia cinetica, di spostamento al vento, e di caduta elaborati dai tecnici Lapua, basati su cartucce di serie da loro allestite.
Per la precisione:
- 308 Winchester: caricamento 4317515 con palla 167 HPBT, cui è attribuita una velocità alla bocca di 840 m/s
- 6,5x47 Lapua: caricamento 4316012, con palla 139 HPBT, velocità alla bocca di 820 m/s

| Distanza (m) | .308 Winchester | 6.5x47 Lapua |
| ------------ | --------------- | ------------ |
| 0            | 820 m/s         | 820 m/s      |
| 200          | 690 m/s         | 719 m/s      |
| 400          | ? m/s           | ? m/s        |
| 600          | 459 m/s         | 539 m/s      |
| 800          | 364 m/s         | 459 m/s      |
| 1000         | -               | 386 m/s      |

Dal confronto sulla velocità si possono notare immediatamente delle caratteristiche necessarie anche all'interpretazione delle successive tabelle.
Prima di tutto mancano i dati del 308 Winchester relativi ai 1000 m, in quanto a quella distanza è subsonico, a differenza del 6,5x47 Lapua che è ancora abbondantemente supersonico. Questo condiziona anche le altre tabelle (energia cinetica, scostamento al vento e caduta), in quanto non è possibile effettuare una precisa misurazione con le moderne strumentazioni elettroniche.
| Distanza (m) | .308 Winchester | 6.5x47 Lapua |
| ------------ | --------------- | ------------ |
| 0            | 3648 J          | 3026 J       |
| 200          | 2579 J          | 2328 J       |
| 400          | ? J             | ? J          |
| 600          | 1144 J          | 1308 J       |
| 800          | 717 J           | 950 J        |
| 1000         | -               | 670 J        |

Anche in questo caso la conservazione della velocità sulla lunga distanza permette al 6.5x47 Lapua di surclassare il 308 Winchester, ad incominciare dai 600 m.
| Distanza (m) | .308 Winchester | 6.5x47 Lapua |
| ------------ | --------------- | ------------ |
| 200          | 83 mm           | 62 mm        |
| 400          | 359 mm          | 264 mm       |
| 600          | 884 mm          | 634 mm       |
| 800          | 1719 mm         | 1208 mm      |
| 1000         |                 | 2022 mm      |

| Distanza (m) | .308 Winchester | 6.5x47 Lapua |
| ------------ | --------------- | ------------ |
| 200          | +181 mm         | +166 mm      |
| 400          | -412 mm         | -378 mm      |
| 600          | -2207 mm        | -1898 mm     |
| 800          | -4974 mm        | -4068 mm     |

Caduta in mm, con linea di mira 20 mm sopra l'asse della canna.
La caduta a 1000 m con azzeramento a 900 m, con linea di mira 20 mm sopra l'asse della canna, è stata misurata per la 6.5x47 Lapua in -1755 mm.
Da questo rapido confronto si può facilmente evincere la superiorità del nuovo calibro, sia sulle brevi distanze (inferiori ai 400 metri) ed ancor più su quelle lunghe.
Riesce ad imprimere la stessa velocità iniziale ad una palla con miglior coefficiente balistico ed una maggior densità sezionale, con una dose di polvere di circa 8 grani (0,5 g) inferiore.
Per quello che riguarda il tiro su lunga distanza, è rilevante il paragone a 1000 m: 
la velocità del 6,5x47 Lapua è di 417 m/s, non solo supersonica, ma addirittura superiore a quella del 308 Winchester ad 800 m.